# Epifânio de Petra
Epifânio (em latim: Epiphanius) foi um sofista romano pagão de meados do século IV. Era nativo de Petra na Arábia (segundo a Suda) ou da Síria (segundo Eunápio) e era filho de Ulpiano. Lecionou em Petra e Atenas e foi um dos sucessores de Juliano da Capadócia em Atenas após sua morte. Antes disso ele também lecionou em Laodiceia, onde foi amigo de dois Apolinários. Se sabe que todos os seus pupilos era oriundos do Oriente. O sofista Libânio afirma que pretendeu assistiu suas aulas, mas foi evitado. Epifânio foi autor de numerosos trabalho retóricos e um hino a Baco. Morreu sem filho com sua esposa por envenenamento do sangue antes de 362.